# Diplogrammus pygmaeus
Diplogrammus pygmaeus är en fiskart som beskrevs av Fricke, 1981. Diplogrammus pygmaeus ingår i släktet Diplogrammus och familjen sjökocksfiskar. Inga underarter finns listade i Catalogue of Life.